# 小島はな
小島 はな（こじま はな、2004年2月26日 - ）は、日本のアイドル、タレント、歌手であり、AMEFURASSHIのメンバー。3B junior、マジェスティックセブン及び浪江女子発組合の元メンバー。
出身は東京都。スターダストプロモーション所属。

## 略歴

### 2014年
- 3月15日・16日 - ももいろクローバーZ「ももクロ春の一大事 2014 国立競技場大会 ～NEVER ENDING ADVENTURE 夢の向こうへ～」（場所：新宿区・国立競技場）に3B juniorとしてバックダンサー出演し、ステージデビューを果たす[2]。
- 11月24日 - ももいろクローバーZのライブである、「女祭り2014 〜Ristorante da MCZ」の男性限定ライブビューイング「女祭り2014 メンズ限定非公式のぞき見大会「サンクチュアリ」」のオープニングアクトで、アイドルグループ「3B junior」としての初お披露目を果たす。

### 2015年
- 1月8日 - スターダストプロモーション芸能3部による、ふじいとヨメの7日間戦争にて、3B junior初となる単独公演となる「俺の3B junior in 日本青年館（スタート）」に出演。
- 1月25日 - 3B junior初の冠番組である、『3B junior の星くず商事』（BS朝日）にレギュラーとして出演開始。
- 4月25日 - 3B junior 第一回定例公演で定例公演に初出演[3]。
- 7月11日 - 3B junior内の7人組ユニットであるマジェスティックセブンの結成が発表され、そのメンバーとなることが第6回定例公演内で発表となる。
- 7月31日・8月1日 - ももいろクローバーZ単独公演「桃神祭2015 エコパスタジアム大会」にバックダンサーとして出演。
- 8月14日 - 3B junior初の単独ホールコンサートである「3B junior 浅草大歌謡ショー」に出演。
- 9月19日 - 3B junior初のフリーライブツアー「東京湾」（場所：イオンモール成田）にマジェスティックセブンとして初出演[4]。
- 12月27日 - 品川ステラボールにて開催された「3B junior季節外れのX’mas party『のんびりサンタさんがやってきた』」にて、小学生ユニットで「冷凍みかん」を歌い、マジェスティックセブンでは、「気分はSuper Girl!」と「未知とのSo Good!!」を披露した[5]。

### 2016年
- 2月6日、初の対バンライブとなる、Level Girls vol.05（H.I.P.主催、場所：新宿BLAZE）[6] に出演。「未知とのSo Good!!」、「Fragile Stars」、「勇気のシルエット」の3曲を披露。
- 5月19日 - フジテレビNEXT『清塚信也のガチンコ3B junior』に不定期出演を開始。
- 5月29日 - 3B juniorのフリーライブツアー「関東平野」の内の一日として、マジェスティックセブン初の単独ライブが開催され（場所：千葉県船橋市・西武百貨店船橋店）、メンバーとして出演。
- 7月2日 - 音楽フェスティバルである「アイドル横丁夏まつり！！〜2016」（場所：横浜市・赤レンガパーク）にマジェスティックセブンのメンバーとして出演。マジェスティックセブンにとっては初のフェス出演。
- 10月6日 - 情報サイトの HUSTLE PRESS 内の連載特集記事である「おっかけ！3B junior」[7] に単独で登場し、写真とインタビュー記事が掲載された。

### 2017年
- 1月28日 - マジェスティックセブン初の有料単独ライブ「宇宙の平和を守るため歌って踊ってたたかうライブ」が開催され（場所：東京都新宿区・新宿Cat's hole）、メンバーとして出演。
- 8月30日- 『3B junior 春の全力レビュー2017 遥かなるアポロンの彼方へ Live Blu-ray』(販売元: ポニーキャニオン)が発売となる。所属グループのタイトルで発売された映像作品としては初の出演作品となった。

### 2018年
- 7月28日 - 「夏S 2018 ももクロトリビュート 〜みんなで10周年をお祝いしちゃうぞ！ 〜」（場所：メットライフドーム）に3B juniorとして出演。ももいろクローバーZの佐々木彩夏がプロデュースした「あーりん選抜」（ダンス上手いユニット）に抜擢される[8]。
- 8月3日・4日 - 「TOKYO IDOL FESTIVAL2018」にマジェスティックセブンとして出演。
- 8月20日 - 「スタプラ東京Vol.2」（場所：duo MUSIC EXCHANGE）にマジェスティックセブンとして出演。
- 8月26日 - 「@JAM EXPO 2018」（場所：横浜アリーナ）に3B juniorとして出演。
- 10月8日 - 「道玄坂FINAL COUNTDOWN～さよならの向こう側～ DAY3」（場所：TSUTAYA O-Crest）にマジェスティックセブンとして出演。同日をもってマジェスティックセブンは解散となった。
- 10月20日 - 「3B junior 「Fork in the road of fate」」（場所：SHIBUYA CLUB QUATTRO）に3B juniorとして出演。3B junior解散後もアイドルを続けていくことをファンに向けて宣言した。
- 11月3日 - 「3B junior「Cell Division〜細胞分裂〜」」（場所：恵比寿ザ・ガーデンホール）に3B juniorとして出演。同日をもって3B juniorは解散となる。それに合わせて新グループとなる「アメフラっシ」（AMEFURASSHI）がお披露目され、今後はグループの一員として活動していくことが発表された。

### 2019年
- 1月9日 - HUSTLE PRESS「おっかけ！3B junior －番外編－ 小島はな」に掲載[9]。
- 2月24日 - 白夜書房BSホールにて「アメフラっシ第七回 熱い魂の公開げいこ」を開催。アメフラっシになって初の生誕祭が開催される。
- 2月28日 - 『BUBKA 2019年4月号』に鈴木萌花と掲載。¨小島はな×鈴木萌花 ムチ編 in はちゅカフェ「アメフラっシのアメとムチ」Vol.3¨[10]。
- 6月30日 - 『BUBKA 2019年8月号』に掲載。「アメフラっシ 大平ひかる×小島はな ムチ編 in BODYPLANT」[11]。
- 8月31日 - 『BUBKA 2019年10月号』に掲載。「アメフラっシ 小島はな アメ編 in PIZZA SLICE 2「アメフラっシのアメとムチ」Vol.9」[12]。
- 9月7日 - 道の駅会津柳津で開催された「第9回福島応援おんもしぇ祭」及び『川上アキラの人のふんどしでひとりふんどし』公開収録に市川優月と出演した。
- 11月24日 - 「復興なみえ町十日市祭」にて浪江女子発組合のメンバーとして活動を開始することが発表された。
- 12月21日 - 市川優月とのコンビ名である「ゆづはな」としてTikTokを開設した。

### 2020年
- 2月13日・27日・3月12日 - 下北FM『DJ Tomoaki's Radio Show!』に市川優月と出演[13]。
- 3月29日 - 個人Instagramを開設した[14]。
- 8月27日 - 下北FM『DJ Tomoaki's Radio Show!』に市川優月と出演。（自宅からのリモート出演）
- 9月24日 - 下北FM『DJ Tomoaki's Radio Show!』に単独出演[15]。3B junior・アメフラっシを通して初の単独出演となった。
- 10月4日 - 「TOKYO IDOL FESTIVAL オンライン2020」にアメフラっシと浪江女子発組合として出演。他に、ももいろクローバーZの佐々木彩夏のライブにバックダンサーとしても出演した。
- 12月19日 - 市川優月と「アメフラっシ1stPHOTOBOOK『With』発売記念 市川優月×小島はなオンライントークバトル」に出演した[16]。司会はフリーライターの小島和宏。
- 12月28日 - 自身初の生誕グッズである「小島はな17th生誕記念商品「HANAMOケース」」をMAILIVISにて予約受付開始[17]。

### 2021年
- 1月31日 - 「小島はなのけん玉チャレンジ」が当初の目標であった100日目を迎える。けん玉検定10級から1級を成功させる[18]。
- 2月1日 - SHOWROOMのメンバー個人配信用ルーム「小島はなのルーム」が開設された[19]。
- 2月11日 - 下北FM「DJ Tomoaki's Radio Show!」に市川優月と「ゆづはな」として出演した[20]。
- 2月22日 - AMEFURASSHI公式Twitterで小島はなの毎日ものまねチャレンジ（小島はなの毎日ものまね）を投稿開始[21]。同月18日に配信された「アメフラっシ 熱い魂の公開げいこ」（ものまね講師：みかん）にて小島が「ものまねクイーン」に選ばれたのがきっかけ。
- 8月12日 - グループ初の個人official twitter（現X）を開設した[22]。 同日より、グループ公式twitterで続けていた「小島はなの毎日ものまね」を個人twitterに移行。
- 8月20日 - 新型コロナウィルスに感染していることが事務所より発表された[23]。
- 9月9日 - 新型コロナウイルスの療養期間が空け、同日に開催された『Sensitive』のシングルリリースイベント「新星堂ネットサイン会（オンライン）」から活動再開となった。
- 11月19日 - 所属グループ「アメフラっシ」が「AMEFURASSHI」に改名された[24]。
- 12月31日 - 日本武道館で開催された『第5回 ももいろ歌合戦』に出演。最強アイドルメドレー2021では「Butter」（BTS）をセンターでパフォーマンスして注目を集めた[25]。また「アメフラッシ」名義で「根も葉もRumor」（AKB48）にも参加した[26]。

### 2022年
- 1月20日 - 「小島はな 18th生誕記念商品」受注受付がMAILIVISにて開始された。商品は自身が描いたイラストがプリントされたトートバッグ[27]。
- 1月20日 - アイドル専門ニュースサイト『エンタメNEXT』の記事で特集された[25]。
- 2月9日 - 新型コロナウィルスに感染していることが事務所より発表された[28]。
- 2月14日 - 新型コロナウィルスの療養機関が終わり、活動を再開することが事務所より発表された。
- 2月19日 - 18歳の生誕イベントを Studio Freedomにて開催する。イベント名は「はなのきまぐれパーティー～あいら香るモエカソースとピリ辛ゆづを添えて～小島はな 18th Birthday Party～ 」
- 3月7日 - 『IDOL AND READ 030』に掲載された[29]。
- 5月14日・15日 - 『angelaのsparking!talking!show』に市川優月と出演する。5月14日はラジオ関西、5月15日は東海ラジオにてオンエアされた[30]。
- 5月26日 - 「夕刊フジ」 (産経新聞社) 5月26日付 芸能面13ページに掲載された[31]。
- 8月3日 - 新型コロナウィルスに感染していることが事務所より発表された[32]。
- 8月8日 - 新型コロナウィルスの療養機関が終わり、活動を再開することが事務所より発表された[33]。
- 10月下旬 - 小島の描き下ろしたオリジナルデジタルアート作品NFT「kawaii Idol（かわいいアイドル）」を販売。イベント「AMEFURASSHI シン・魂の公開稽古」でNFTについて学んだのがきっかけ[34]。
- 11月15日 - 『SHAKE UP WALLOP』に単独出演した[35]。
- 12月13日 - 東京・座・高円寺2にて行われた「おもカワ2022〜アイドル大喜利シングルトーナメント〜」に初出場し、優勝して初代王者となった[36][37]。
- 12月19日 - 『川上アキラの人のふんどしでひとりふんどし』に単独出演[38]。
- 12月20日 - 『SHAKE UP WALLOP』に単独出演[39]。
- 12月31日 - 日本武道館で開催された『第6回 ももいろ歌合戦』に出演。最強アイドルメドレー2022では「Fanfare」（TWICE）に参加した[40]。

### 2023年
- 1月19日 - cookpadLive『AMEFURASSHI SPクッキング』に愛来と出演[41]。
- 1月31日 - 『SHAKE UP WALLOP』に単独出演[42]。
- 2月21日 - 「渋谷LOFT9 アイドル倶楽部 vol.37」に単独出演[43]。
- 2月26日 - 小島はな生誕祭「はなまつり2023」を赤羽ReNYにて開催[44]。
- 3月2日 - 原宿RUIDOで開催された「東京やかんランド vol.1」に出演[43]。
- 5月9日 - 『フジテレビNEXT しおこうじ玉井詩織×坂崎幸之助のお台場フォーク村 第144夜「坂崎幸之助のお台場J-POP SCHOOL」第2回スタプラ大好きまつり』に単独出演した[45]。
- 5月12日 - JFN『FRIDAY GOES ON」に市川優月と出演[46]。
- 6月23日 - 『VDC Magazine 027』内での企画「「VDC調査隊！～10人のアイドルに聞く2023 Summer～」アンケート」に掲載された[47]。
- 7月18日 - 東京・武蔵野芸能劇場・小劇場にて行われた大喜利イベント「一答必殺大喜利『徒手空拳」〜第3回トーナメント大会〜』に初出場し、優勝した[48] 。
- 8月10日 - 『ONE PIECE』公式YouTube「仲間がいるよTube!!!! 」に単独で出演[49]。
- 8月11日 - 「Douyin」の個人アカウントを開設[50]。
- 10月2日 - エンタメNEXTにて特集記事が掲載された[21]。
- 10月11日 - 『ラヴィット!』（TBS系列）に単独出演[51]。
- 10月20日 - 『HIT STREET』（FM大阪）に鈴木萌花と出演[52]。
- 11月11日 - 浪江町・道の駅なみえ特設会場にて開催された「浪江女子発組合「～全曲やります!!～浪女大納会2023」」をもって、他のAMEFURASSHIメンバーと同時に浪江女子発組合を卒業した[53][54]。
- 12月16日 - 草月ホールにて開催された「共感百景」（MC 劇団ひとり）に出演[55]。

### 2024年
- 7月14日 - 『オールスター合唱バトル』（フジテレビ系列）に愛来と共に出演[56]。
- 7月19日 - 座・高円寺2にて開催される「竹中夏海プロデュース おもカワ～アイドルコントバトル」に出演[57]。
- 12月29日 - 『オールスター合唱バトル』（フジテレビ系列）に愛来と共に出演[58]。

### 2025年
- 1月28日 - 『ラヴィット!』（TBS系列）に愛来と共に出演[59]。

## 人物
- ニックネームは、はなちゃん、小島。かつてはこじはなというニックネームも用いられていた。"こじはな"というニックネームは公式ブログ内の、斎藤夏鈴記述による記事の中で、マジェスティックセブンのメンバーのニックネームを統一しましたという形で発表されていた[60]。
- 家族は父・母・姉の4人家族。家族の仲が良く「仲良し家族」という歌もあり「AMEFURASSHI Official Channel」での自身企画「それいけ!はなちゃんねる」で全員が登場して披露したことがある。
- 絵を描くことが好きで[9]、イラストが得意である。きっかけは、塾での授業中に暇だったので消しゴムのキャラクターを真似して書いていたことから。（公式youtube 参照）
- 小島が描き下ろした初のオリジナルデジタルアート作品NFT「kawaii Idol（かわいいアイドル）」を2022年10月に発売した[34]。
- 漫画・アニメのONE PIECEが好き。2023年8月10日にONE PIECE公式YouTubeチャンネルで公開された動画「【調査】Z世代女子はワンピをどう楽しんでる？【仲間がいるよTube!!!!】」[61]に出演。
- 特技・趣味は、バレエ（4歳 - ）・空手（小3 - 小4）[7][62]・模写[1]・ダイラタンシージェスチャーゲーム[63]。
- 好きな食べ物はピザ[7]、わらび餅、抹茶ようかん、ハヤシライス。マジェスティックセブンの中ではフードファイターの一人とされており、「米担当」となっていた[64]。
- アイドルになったきっかけは、通っていた塾を辞めるため。母親から「夢中になるものを見つけたら辞めて良い」と言われ、何となくスターダストのオーディションを受けたところ、一回で合格した。
- 「アイドルはいつの時代も人を笑顔にできる最高の職業」と語る[31]。
- 特技の一つに「けん玉」がある。2020年10月21日配信「アメフラっシ 熱い魂の公開げいこ(Re) vsけん玉」（講師：畑中卓（日本けん玉協会、フリースタイル世界チャンピオン））がきっかけで、「小島はなのけん玉チャレンジ」を公式Twitterで始める。2021年1月31日に当初の目標であった100日目を迎え、けん玉検定10級から1級を成功。2023年1月14日に開催されたスタプラアイドルフェスティバルの「けん玉チャレンジ」で優勝した[65]。
- チャームポイントはショートカットとえくぼ[66]。
- 小さい頃に髪が短かったときはバスの運転手さんに男の子と間違われるくらいボーイッシュで[7]、企画やステージで男装をすることもある。2021年5月にワニブックスNewsCrunchの連載で男装をコンセプトにしたセルフプロデュース撮影を行った記事が公開された[67]。2021年大晦日の第5回 ももいろ歌合戦のアイドルメドレーでは、BOYS AND MENとSUPER★DRAGONの2組のボーイズグループとパフォーマンスし、ボーイッシュなセンターとして注目を集めた[25]。
- 2022年12月13日に女性アイドルが出演する「おもカワ2022〜アイドル大喜利シングルトーナメント〜」に出場し、優勝して初代王者となった[36][37]。この優勝を受けて、2023年7月17日に開催された「一答必殺大喜利『徒手空拳』〜第3回トーナメント大会〜」に初出場した。小島以外は芸人が出演する大会であったが、出演者唯一の女性アイドル小島が優勝した[48]。この2大会で優勝したことを受けて、各種メディアで「大喜利ニ冠」という肩書で紹介されることがある[68][69]。
- 2023年10月11日のTBS系列『ラヴィット!』への出演が、全国ネットの地上波への初の小島はな単独出演となった。

## 3B juniorとしての活動
- グループ内ユニットでは、マジェスティックセブンに属していた。宇宙船がコンセプトとなっていたマジェスティックセブンでは、影の工作員となっていた。
- 3B juniorとして活動を始めた当初は、ユニットに属しておらず、市川優月・中原咲耶との3人で、カバー曲である「冷凍みかん」を歌唱していた。尚、マジェスティックセブン結成後も、定例公演やライブでは中原咲耶と共に引き続き「冷凍みかん」の歌唱を3人で披露していた。なお、AMEFURASSHIでも同曲は引き継いでおり、市川優月と二人で披露することがある。

## AMEFURASSHIとしての活動
- 結成初期からMCを担当している。初めはトークがうまく行かないこともあったが、試行錯誤を重ねるうちにだんだん「別に完璧にできなくてもいいんだ」と思えるようになり、だんだん崩れたところからの立て直し方がわかってきたという[70]。
- アメフラっシ熱い魂の公開稽古では山本昇（プラナ）と進行を回しており、2019年7月27日の回では講師の山本とトークの稽古をした。
- ブログで「はなとぬりえ」と称して、本人が書いたイラストにファンが塗り絵をして投稿し、賞を決めるという企画を行ったことがある[71]。
- 2020年9月24日の下北FM『DJ Tomoaki's Radio Show!』への出演が、メディア関係では初の小島はな単独出演となった。
- 2020年6月から7月にかけて、自身のInstagramで「スタプラの森」と称してスターダストプラネットのメンバーが「どうぶつの森だったら」という企画を立案し、それぞれのイラストを描いた[72]。
- 2023年10月11日のTBS系列『ラヴィット!』への出演が、全国ネットの地上波への初の小島はな単独出演となった。

## 出演
グループ・ユニットとしての出演は、AMEFURASSHI、浪江女子発組合、3B junior、マジェスティックセブンの項を参照。

### テレビ
- ラヴィット!（2023年10月11日[51]、2025年1月28日[59][注 1]、TBS系列）
- 夜明けのラヴィット!（2023年10月14日[73]、2025年2月1日[74][注 1]、TBS系列）
- オールスター合唱バトル（2024年7月14日[注 1][56]、12月29日[注 1][58]、フジテレビ系列）

### BS・CS放送
- コアラモード.小幡康裕のガチンコスターダストプラネット（2016年4月 - 2023年3月、フジテレビNEXT）（清塚信也のガチンコスターダストプラネット、清塚信也のガチンコ3B junior） - 不定期出演
- しおこうじ玉井詩織×坂崎幸之助のお台場フォーク村NEXT（フジテレビNEXT） - 第139夜「松本隆縛り第2回スタプラボーカルフェス」、第144夜「坂崎幸之助のお台場J-POP SCHOOL」第2回スタプラ大好きまつり ほか

### インターネットメディア
- DJ Tomoaki's Radio Show!（2020年9月24日 ほか、下北FM）
- SHAKE UP WALLOP（2022年11月15日・12月20日 ほか、WALLOP） - 不定期出演
- 【調査】Z世代女子はワンピをどう楽しんでる？【仲間がいるよTube!!!!】（2023年8月10日、ONE PIECE公式YouTubeチャンネル）[61]
- 真山りかのアニメ300％（2024年2月11日、ニコニコ生放送）[75]

### ラジオ
- キャッチ!（2023年5月31日、e-radio エフエム滋賀）[76]

### イベント
- おもカワ2022〜アイドル大喜利シングルトーナメント〜（2022年12月13日、東京・座・高円寺2） - 優勝[37][21]。
- 渋谷LOFT9アイドル倶楽部 vol.37（2023年2月21日、LOFT9 Shibuya）
- 大喜利イベント 一答必殺大喜利『徒手空拳』〜第3回トーナメント大会〜（2023年7月18日、東京・武蔵野芸能劇場・小劇場） - 優勝[48][21]
- 共感百景（2023年12月16日、草月ホール）[55]
- 竹中夏海プロデュース おもカワ～アイドルコントバトル（2024年7月19日、座・高円寺2）[57]

### 雑誌・新聞
- IDOL AND READ 030（2022年3月7日、シンコーミュージック・エンタテイメント）[77]
- 夕刊フジ（2023年5月26日付、産経新聞社）[31] - 芸能面13ページ

## 小島はなの毎日ものまね
小島はながTwitterにほぼ毎日投稿しているものまね動画・画像企画。
2021年2月18日配信の「アメフラっシ 熱い魂の公開げいこ」にて、ものまねタレントのみかんを講師に招き、ものまねの公開稽古を行った。そこで小島はながアメフラっシのものまねクイーン（グランプリ）に選ばれたのをきっかけにスタートした企画が「#小島はなの毎日ものまね」である（2021年3月18日までは「#小島はなの毎日ものまねチャレンジ 」）。
Twitterの小島はな個人アカウントにてほぼ毎日ものまねを投稿している。2021年8月12日まではグループの公式アカウントで投稿していた。
2022年7月には作家のせきしろによる「小島はなの毎日ものまね」の解説記事が公開された。
ものまねの例
- アパ社長カレー[79]
- 月刊平凡[80]
- レット・イット・ゴー（アナと雪の女王 松たか子）[81]
- ザテレビジョン[82]
- 釜爺（千と千尋の神隠し）[83]
- 吉川晃司[84]
- 井之頭五郎（孤独のグルメ）[85]
- ミッキーマウス（蒸気船ウィリー）[86]
- USAフォー・アフリカ（ウィ・アー・ザ・ワールド）[87]
- 原田知世（私をスキーに連れてって）[88]
- 椿鬼奴[89]
- あなたの番です[90]
- 風の谷のナウシカ[91]
- 大村崑（オロナミンC）[92]
- 宇多田ヒカル（Automatic）[93]
- 大阪☆春夏秋冬[94]
- NO MORE 映画泥棒[95]
- 中森明菜（DESIRE）[96]
- 松山容子（ボンカレー）[97]
- 剛力彩芽[98]
- マリリン・モンロー[99]
- シャア・アズナブル（ガンダムシリーズ）[100]
- もののけ姫[101]